# Мікротек
Базовий центр критичних технологій «Мікротек» — державне підприємство, що спеціалізується на розробці комплексів комбінованого захисту військових гусеничних машин від ураження протитанковими засобами та на створенні тренажерів військової техніки.
Створене в жовтні 1994 року на основі НДІ «Оріон» рішенням Державної служби України з питань спеціальної інформації та критичних технологій при Кабінеті Міністрів України.

## Історія
Ще з 1997 р. розробка систем захисту броньованих об'єктів стала визначальним напрямком наукової діяльності підприємства. Ініціаторами постановки дослідно-конструкторських робіт зі створення вітчизняних систем захисту бронетанкової техніки виступили генеральний конструктор бронетанкобудування України Михайло Борисюк, головний конструктор Міністерства промислової політики, директор НДІ «Оріон» Ігор Звершховський, начальник Центру сухопутних військ професор Василь Хитрик та на той час директор базового центру критичних технологій «Мікротек», заслужений працівник електронної промисловості Маріанна Пойгіна. У тому ж році спільним рішенням Міністерства науки і технологій України, Міністерства оборони України та Мінпромполітики державне підприємство базовий центр критичних технологій (БЦКТ «Мікротек») було визначено головним підприємством з розробки комплексів комбінованого захисту військових гусеничних машин (ВГМ) від поразки протитанковими засобами (ПТС). БЦКТ були розроблені і впроваджені технології використання кумуляції для нейтралізації вражаючих факторів під час їх взаємодії з основною бронею броньованих машин, розроблені математичні моделі взаємодії кумулятивних потоків продовжених кумулятивних зарядів з типовими бойовими елементами. І в тому числі і з елементами боєприпасів типу «ударне ядро», з кумулятивними потоками кумулятивних снарядів, з швидкісними, надтвердими бронебійними снарядами.
Використання принципу спрямованої руйнівної дії кумулятивних струменів дозволило створити системи динамічного захисту, що ефективно вражають підлітаючи боєприпаси при їх контакті з бронею, незалежно від вражаючих елементів. Так з'явилися комплекс ДЗ «Ніж» та «Дуплет».

## Продукція

### Комплекси динамічного захисту
Комплекси ДЗ «Ніж» та протитандемний ДЗ «Дуплет» захищають танк від суцільнометалевих бронебійно — підкаліберних снарядів, боєприпасів типу «ударне ядро» та тандемних кумулятивних засобів ураження. На сьогодні ДЗ «Ніж» встановлено на танках БМ «Булат», а «Дуплет» на танках БМ «Оплот».
Для захисту броньованих машин легкої категорії по масі БЦКТ «Мікротек» створив новий динамічний захист «Ніж Л» та «Ракетка». До складу блоків ДЗ «Ніж-Л» входять вироби ХСКВ-34А и ХСЧКВ-19А, які вже прийняті на озброєння. У зонах, захищених блоками ДЗ «Ніж Л», забезпечується захист від унітарних протитанкових гранат, протитанкових керованих ракет з унітарною бойовою частиною, а також боєприпасів типу «ударне ядро» з імовірністю 0,8. При цьому проломи основної броні виключені. Також використання «Ніж Л» забезпечує захист від бронебійних куль калібру 12,7 мм при обстрілі з відстані 250 м і калібру 7,62 мм з відстані 50 м.
Маса 1м² ДЗ «Ніж-Л» становить 200—250 кг.
Комплекс ДЗ «Ракетка» має поліпшені характеристики порівняно з «Ніж-Л» та ширші можливості. До складу блоків ДЗ «Ракетка» також входять пристрої кумулятивного захисту ХСКВ-34А і ХСЧКВ-19А. У зонах, захищених блоками ДЗ, забезпечується захист від унітарних протитанкових та тандемних гранат, протитанкових керованих ракет з унітарними і тандемними бойовими частинами, «ударних ядер» з імовірністю 0,8. Підвищено захист від бронебійних снарядів малокаліберних гармат. Захист витримує бронебійні кулі типу Б32 калібрів 7,62 мм, 12,7 мм і 14,5 мм. Однак ДЗ «Ракетка» має більшу масу: вага 1м² захисту становить 300—350 кг.
Динамічний захист «Ніж-Л» і «Ракетка» в комплексі з КАЗ «Заслін» або КАЗ «Шершень» також забезпечують захист від тандемних протитанкових гранат гранатометів бікаліберного типу РПГ-30 «Крюк» та РПГ-32 «Хашим».

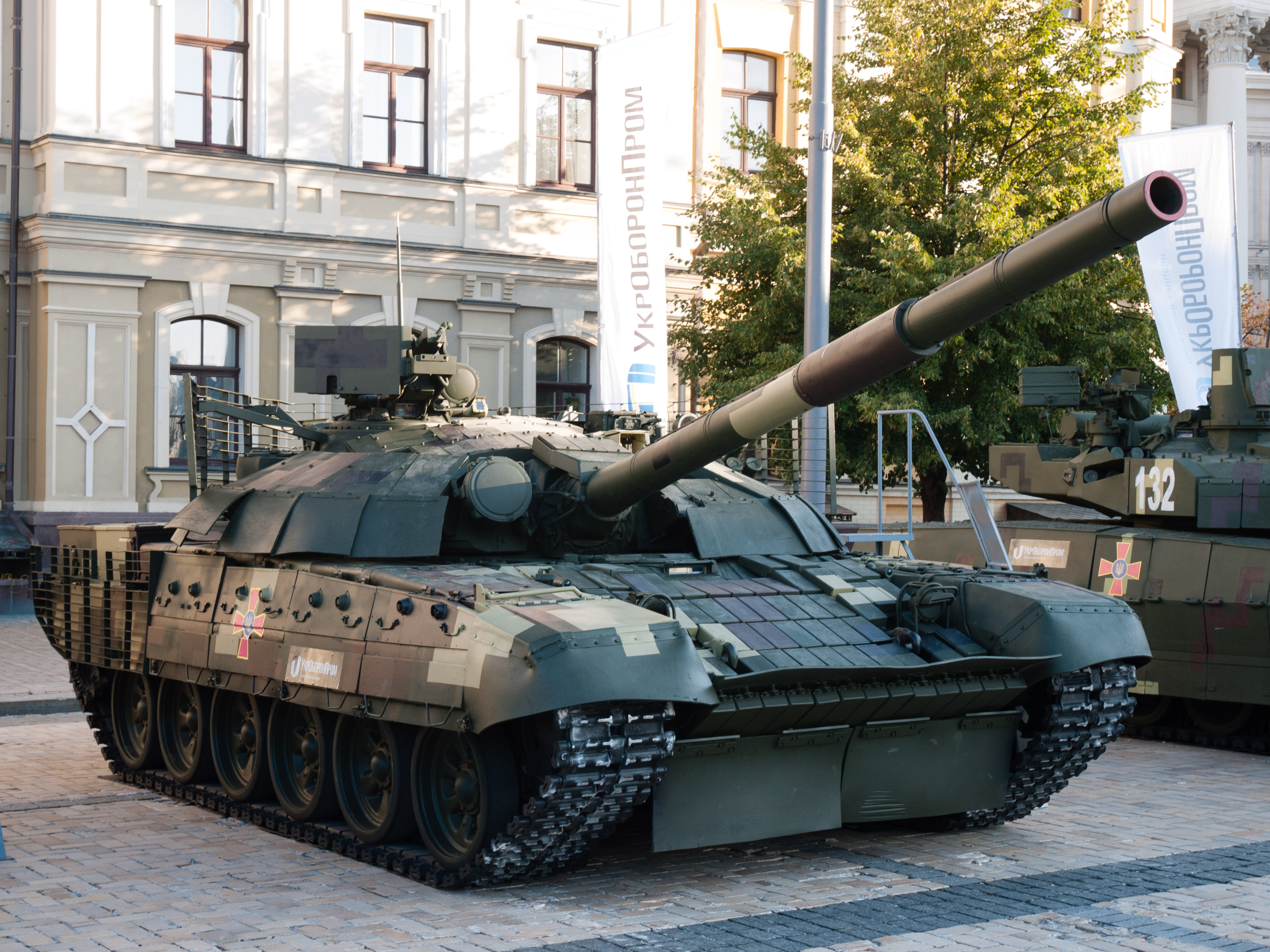
Т-72АМТ з комплексом ДЗ «Щит». 2018 р.

У 2018 році було повідомлено про розробку нових комплексів динамічного захисту серії «Щит» — «Щит-64», «Щит-72» і «Щит-80» для танків Т-64, Т-72 і Т-80 відповідно. Комплекс ДЗ «Щит» розроблений на основі комплексу «Ніж», але з рядом змінених характеристик, завдяки яким «Щит» в 3 рази легший за комплекс «Дуплет», але, за словами розробника, практично не поступається йому за характеристикам.

### Комплекси активного захисту
Динамічний захист не розв'язує проблему всеосяжного захисту бойових машин. Тому на підприємстві активно проводилися роботи зі створення систем активного захисту безконтактного типу, в яких діє принцип виявлення і знищення засобів ураження до їх контакту з бронею. В результаті в 2009 році був прийнятий на озброєння новий сучасний комплекс активного захисту КАЗ «Заслін», який захищає від унітарних і тандемних протитанкових гранат ручних і станкових гранатометів, протитанкових керованих ракет, кумулятивних і бронебійних артилерійських снарядів, що підлітають до захищених об'єктів зі швидкостями 70-1200 м/сек. В розробці КАЗ «Заслін» активну участь брали фахівці НДІ «Оріон» і «Сінко» Хитровский В. А., Бугай В. М., Кулаєв Є. Г., Шульгач О. В., фахівці НДЦ «МВ» Денисенко М. Г. та інші.
На базі «Заслін» колективом «Мікротек» було розроблено сімейство комплексів активного захисту. Зокрема полегшений варіант КАЗ «Шершень», який призначений для використання у складі легкої бронетехніки. Він є комплексом ближнього радіуса дії з захисним зарядом, що не відстрілюється.
Конструктивно КАЗ реалізований в модульному виконанні, має броньовані модулі та пульт управління. Модулі розташовуються по периметру бойової машини для кругового захисту, а також можуть бути встановлені на башти для захисту від протитанкових снарядів, що атакують із верхньої півсфери. Пульт управління всередині носія, інформує про працездатність основних блоків, готовності комплексу до відбиття атакуючих цілей, управляє всіма модулями в автономному режимі.
КАЗ «Шершень» забезпечують круговий захист броньованого об'єкту з імовірністю 0,9 від унітарних та тандемних протитанкових гранат; 0,8 — від протитанкових керованих ракет всіх типів; 0,6-0,7 — від бронебійних і кумулятивних снарядів калібру 120—125 мм (на швидкостях до 1200 м/с). Крім того, він забезпечує захист від засобів, що атакують з відстані до 20 м і від декількох протитанкових снарядів, що атакують із різних напрямків.
КАЗ «Заслон» реалізується на зовнішньому ринку озброєнь. Оснащення вітчизняних танків Т-64БВ комплексом «Заслон» і БМП комплексом «Шершень» передбачалося в 2014—2015 рр., однак цього не відбулось.

### Балістично-акустичний захист
Пасивний балістично-акустичний захист «Акустик» був розроблений для підвищення захищеності і зниження акустичного навантаження на екіпаж. Він захищає від бронебійних куль Б-32, калібром 7,62 і 12,7, вторинного потоку осколків, а акустичне навантаження на екіпаж і десант всередині машини знижує в 2—3 рази. Такий захист реалізований на модернізованих БТР-80 та встановлений на БТР-3Е.